# دست‌رشته
بازی دست‌رشته یا به عبارت درست‌تر دستش‌ده از بازی‌های گروهی کودکان است که در یک محوطه از پیش تعیین شده انجام می‌شود. افراد در محوطه پخش می‌شوند و فردی برگزیده می‌شود و در میانه دیگران می‌ایستد. این فرد در وسط قرار گرفته می‌بایست هنگام پاسکاری توپ (با دست) میان دیگر بازیکنان، توپ را از آنان بگیرد یا برباید. شخصی که توپ را از دست می‌دهد جای او را وسط می‌گیرد.
این بازی تقریباً عکس بازی وسطی است که در آن بازیکنان وسط و میانه تلاش می‌کنند از برخورد توپ به دور باشند. 

## روش بازی
نخست با یک روشی قرعه‌کشی یكی از بازیكنان به عنوان خرس وسط انتخاب می‌شود. دیگر بازیكنان باید وسیله بازی یا توپ را به گونه‌ای به هم پاس دهند (یا برای هم پرتاپ كنند) كه فرد وسط نتواند آن را بگيرد. اگر وسیله بازی یا توپ توسط فرد وسط گرفته شد جای فرد وسط با فرد پرتاب‌كننده تعویض مي‌شود. چنانچه وسیله یا توپ پرتاب شده توسط يك نفر به دست دیگر بازيكنان نرسد و فرد وسط نيز نتواند آن را بگيرد و توپ به زمين بيافتد نيز فرد پرتاب‌كننده بايد به وسط آمده جاي فرد وسط را بگيرد. می‌توان یک محدوده زمانی پنج یا ده دقیقه‌ای نیز تعیین کرد که اگر در این زمان فرد وسط نتوانست وسیله بازی یا توپ را بگیرد دوباره به قید قرعه فرد وسط انتخاب گردد.
زمین باید تا جای ممکن صاف و هموار باشد. در فضای بسته وسیله یا مانعی در سر راه بازیکنان نباشد. وسیله بازی نیز باید بی‌خطر و سبک باشد.

## بن‌مایه
1. 1 2  «دستش ده». تارنمای کانون پرورش فکری کودکان و نوجوانان. دریافت‌شده در ۲۱ آذر ۱۳۹۹.
2. ↑  «آشنایی با بازی‌های سنتی و محلی». همشهری آنلاین. ۱۰ دی ۱۳۹۱. دریافت‌شده در ۲۱ آذر ۱۳۹۹.
3. 1 2 3  «دست رشته». ۲۹ آذر ۱۳۸۷. دریافت‌شده در ۲۱ آذر ۱۳۹۹.